# Pakistan
Pakistan (uitspraak: [ˈpakistɑn]; Urdu: پاکستان), officieel de Islamitische Republiek Pakistan (Urdu: اسلامی جمہوریت پاکستان, Islami Jamahuriat Pakistan, Engels: Islamic Republic of Pakistan), is een land in Zuid-Azië dat ligt op het Indisch subcontinent, grenzend aan India, Afghanistan, Iran, China en aan de Arabische Zee. De hoofdstad is Islamabad. Met een inwoneraantal van 233.500.636 (2020) staat Pakistan op de vijfde plaats in de lijst van landen naar inwonertal. Pakistan maakte oorspronkelijk samen met India, Bangladesh en Myanmar deel uit van Brits-Indië.

## Naam
De naam Pakistan zou voor het eerst naar voren gebracht zijn door Choudhary Rahmat Ali in zijn pamflet "Now or Never" uit 1933. Het is een acroniem van de eerste letters van de vijf noordelijke regionen van Brits-Indië: P komt van Punjab, de A van Afghania, de K van Kasjmir, de S van Sindh en Tan van Beloetsjistan. Deze letters vormen Pakstan. Een i werd toegevoegd om de uitspraak te vereenvoudigen.
In het Urdu en het Perzisch betekent Pakistan Land der reinen.

## Geschiedenis
Pakistan werd op 14 augustus 1947 gesticht om Indiase moslims hun eigen staat te geven. Het was toen een dominion binnen het Britse Commonwealth, en bestond uit West-Pakistan (het gebied van het huidige Pakistan) en Oost-Bengalen (het gebied van het huidige Bangladesh). De naam Oost-Bengalen werd veranderd in Oost-Pakistan. In 1956 werd het geheel een zelfstandige republiek. 
Mohammed Ali Jinnah geldt als de grondlegger van Pakistan. Hij was de eerste gouverneur van het land (van 1947 tot 1948).
Begin zestiger jaren ontstonden er in Jammu en Kasjmir bij herhaling grensgeschillen en oorlogen, die blijven opspelen als een etterende zweer, het Kasjmirconflict tussen het overwegend islamitische Pakistan en India, waar hindoeïsme in de meerderheid is. Een ernstig aspect is hierbij dat het twee naburige staten betreft, die ook tot kernmachten moeten worden gerekend.
In 1958 werd een revolutie gepleegd en nam het leger het bestuur over. Mohammed Ayub Khan regeerde tot 1969 en daarna regeerde Agha Mohammed Yahya Khan tot 1971.
In 1971 brak een burgeroorlog uit in Oost-Pakistan en beïnvloed door India verklaarde Oost-Pakistan zich onafhankelijk onder de naam Bangladesh.
In 1973 werd een nieuwe grondwet aangenomen en kreeg het land officieel een president en een premier. Ali Bhutto werd premier. In 1977 werd echter opnieuw een staatsgreep gepleegd, ditmaal onder leiding van generaal Mohammed Zia-ul-Haq, die Ali Bhutto in 1979 liet executeren.
Na de dood van Zia ul-Haq (augustus 1988) werden er vrije verkiezingen gehouden, die gewonnen werden door Benazir Bhutto, dochter van de opgehangen Ali Bhutto. Daarmee werd ze de eerste vrouwelijke premier in een islamitisch land. Haar beleid werd echter gekenmerkt door corruptie en vriendjespolitiek. In 1990 werd zij door president Ghulam Ishaq Khan ontslagen.
Op 28 mei 1998 voerde Pakistan zijn eerste test met een kernbom uit. Vermoedelijk is het merendeel van de kennis hiervoor door de Pakistaanse kernfysicus Abdul Qadir Khan uit Nederland gesmokkeld.
In 1999 greep generaal Pervez Musharraf de macht in een staatsgreep, waarbij de democratische regering van Nawaz Sharif werd afgezet. De seculiere dictator Musharraf kreeg veel steun uit het Westen en voerde een prowesters beleid, vaak tot onvrede van de islamitische bevolking.
Op 8 oktober 2005 werd het land getroffen door een zware aardbeving die een kracht van 7,6 op de schaal van Richter had. In België werd hiervoor de benefietactie HOOP (= Help Ons Overwinteren (in) Pakistan) op touw gezet.
Op 27 december 2007 werd oud-premier Benazir Bhutto na een verkiezingstoespraak om het leven gebracht.
Eind juli 2010, en opnieuw in de zomer van 2022, werd het land getroffen door zeer zware overstromingen met catastrofale gevolgen.

## Geografie
Pakistan heeft een oppervlakte van 796.095 km². Ten zuiden van het land bevindt zich de Arabische Zee, met 1046 km kustlijn. Ten oosten ligt India (grens 2912 km), ten noordoosten China (grens 523 km), ten noorden en noordwesten ligt Afghanistan (grens 2430 km) en ten westen ligt Iran (grens 909 km).
De belangrijkste rivier is de Indus. Met India werd reeds in 1960 het Indus-Waterverdrag afgesloten, om het beheer over het rivierbekken te regelen.
Het noorden van Pakistan is bergachtig, en sommige bergen, zoals de K2 in Kasjmir, behoren tot de hoogste in de wereld. In het zuiden vindt men het Kirthargebergte.
In het zuiden komen woestijnen voor.

## Bestuurlijke indeling
Pakistan bestaat uit 4 provincies, 2 territoria en twee omstreden gebieden in Kasjmir:
|  | 1. Beloetsjistan - Provincie in het zuidwesten; het oostelijk deel van de landstreek Beloetsjistan (het westelijk deel ligt in Iran, het noordelijk deel in Afghanistan). Hoofdstad: Quetta. 2. Khyber-Pakhtunkhwa, voorheen de Noordwestelijke Grensprovincie - Hoofdstad: Pesjawar 3. Punjab - Provincie in het oosten; het westelijk deel van de landstreek Punjab (het oostelijk deel ligt in India). Hoofdstad: Lahore. Andere belangrijke steden: Faisalabad, Gujranwala, Multan, Rawalpindi en Sialkot 4. Sindh. Hoofdstad: Karachi. Andere belangrijke stad: Hyderabad 5. Hoofdstedelijk Territorium Islamabad 6. Azad Kasjmir 7. Noordelijke Gebieden 8. Federaal Bestuurde Stamgebieden - Federaal territorium. |

Onder dit niveau bestaan als niveaus de divisies, de districten, de gemeenten (tehsil) en de unies.

## Bevolking

### Demografie
Bij het begin van de 20e eeuw telde het gebied dat nu Pakistan is 20 miljoen inwoners; dat aantal is nu vertienvoudigd.

### Steden naar bevolking
| Rang | Stad       | Provincie                            | Inwoners (2017) |
| ---- | ---------- | ------------------------------------ | --------------- |
| 1    | Karachi    | Sindh                                | 14.916.456      |
| 2    | Lahore     | Punjab                               | 11.126.285      |
| 3    | Faisalabad | Punjab                               | 3.204.726       |
| 4    | Rawalpindi | Punjab                               | 2.098.231       |
| 5    | Gujranwala | Punjab                               | 2.027.001       |
| 6    | Pesjawar   | Khyber-Pakhtunkhwa                   | 1.970.042       |
| 7    | Multan     | Punjab                               | 1.871.843       |
| 8    | Hyderabad  | Sindh                                | 1.734.309       |
| 9    | Islamabad  | Hoofdstedelijk Territorium Islamabad | 1.009.832       |
| 10   | Quetta     | Beloetsjistan                        | 1.001.205       |

### Etnische groepen
De Punjabi's vormen de grootste etnische groep in het land. Belangrijke andere etnische groepen zijn de Pathanen, Sindhi's, Beloetsji, Muhajirs en Seraiki's. Verschillende andere etnische groepen wonen vooral in het bergachtige noorden van het land.
Ook wonen er veel vluchtelingen uit het buurland Afghanistan, vooral Pathanen maar ook Hazara's en Tadzjieken.

### Talen
- De nationale talen zijn Engels, Urdu en Punjabi
- Sindhi
- Pasjtoe (taal van de Pathanen)
- Beloetsji
- Kasjmiri
- Seraiki
- Farsi

### Religie
Van de bevolking hangt 96% de islam aan, maar ook hindoeïsme (1,0%), christendom (2%), sikhisme (0.5%), en boeddhisme (0,5%), komen voor. De islam is er staatsgodsdienst, die volgens de grondwet van overheidswege bevorderd dient te worden. Een Adviesraad voor Islamitische Ideologie doet onder meer voorstellen voor de islamisering van de grondwet. De meeste Pakistaanse moslims zijn soennitisch in een vaak behoudende en traditionele vorm. 5 tot 7 procent is sjiiet. Lokale imams en andere geestelijken hebben binnen de stamverbanden vaak enorme invloed.
Ook zijn er vrij veel aanhangers van de Ahmadiyya-beweging, die door de meeste moslims als niet-islamitisch wordt gezien. Deze groep wordt dan ook vervolgd en gediscrimineerd, hetgeen in Pakistan zelfs bij wet is geregeld.
De christenen zijn verdeeld over de protestantse Church of Pakistan en de Katholieke Kerk.
Ahmadimoslims en niet-moslims hebben veel last van de Pakistaanse blasfemiewet. In deze wet wordt blasfemie strafbaar gesteld, maar in de praktijk wordt de wet vaak gebruikt om minderheden een voet dwars te zetten. Volgens de organisatie Catholic Church’s National Commission on Justice and Peace zijn tussen 2001 en 2008 circa 50 christenen gedood na beschuldiging van blasfemie. In 2010 werd een Pakistaanse vrouw (Asia Bibi) ter dood veroordeeld na een beschuldiging van blasfemie. Deze zaak trok veel internationale aandacht.
Pogingen om de wet aan te passen zijn echter zeer controversieel en blijken zelfs levensgevaarlijk te zijn voor diegenen die ijveren om deze wet af te schaffen. In 2011 werden zowel de gouverneur van de Punjab, Salman Taseer, als de katholieke minister voor minderheden, Shahbaz Bhatti, vermoord nadat zij zich tegen deze wet hadden uitgesproken.
In maart 2016 aanvaardde het Pakistaanse parlement een resolutie van parlementslid Ramesh Kumar Vankwani van de PML-N waarin Holi, Diwali en Pasen werden erkend als officiële feestdagen.
Festivals zoals Holi en Diwali waren aanvankelijk officiële feestdagen in Pakistan na de onafhankelijkheid van het land, maar de viering ervan werd optioneel gemaakt. Grootschalige viering van de festivals werd steeds zeldzamer sinds de militaire regering van Zia ul-Haq in 1978 een beleid van islamisering afkondigde.

### Vrouwenrechten
Volgens de organisatie Dokters van de Wereld is het met de vrouwenrechten in het land niet goed gesteld. Anno 2006 komt in 80% van de huwelijken huiselijk, seksueel en/of psychologisch geweld voor. Daarnaast zou vier op de vijf vrouwen die gearresteerd worden, door politie of gevangenisbewakers worden verkracht. In een poging het geweld tegen vrouwen te verminderen stemde het Pakistaans parlement in november 2006 in met een wetswijziging ten aanzien van verkrachting en overspel. Vrouwen die het slachtoffer van verkrachting zijn geworden, hoeven niet langer vier mannelijke ooggetuigen op te voeren die haar verhaal bevestigen om te voorkomen dat ze mogelijk vervolgd wordt wegens overspel. Vanuit streng islamitische parlementariërs kwam overigens fel verzet tegen de versoepeling van deze wetgeving, omdat het "vrije seks" in de hand zou werken. Malala Yousafzai werd een bekend gezicht van de beweging voor vrouwenrechten.

### Armoede
Volgens het Ontwikkelingsprogramma van de Verenigde Naties leeft in Pakistan 32,6% van de bevolking onder de armoedegrens.

### Vluchtelingen
In Pakistan verblijven honderdduizenden personen van Afghaanse origine (Urdu: افغان مهاجرين, Afghān muhājirīn, letterlijk ‘Afghaanse migranten’), van wie sommigen in Pakistan geregistreerd staan als vluchteling en asielzoeker. De geregistreerde personen vallen onder de jurisdictie van de Hoge Commissaris voor de vluchtelingen van de Verenigde Naties (UNHCR). Velen van hen zijn de afgelopen vier decennia in Pakistan geboren en getogen. Daarnaast zijn er ook aanvragers van een speciaal immigrantenvisum die wachten op immigratie naar de Verenigde Staten. In 2025 ondernam de Pakistaanse regering maatregelen om de Afghanen te doen terugkeren.

## Politiek

### Bestuur
Pakistan is een federale republiek en een parlementaire democratie met de islam als staatsgodsdienst. Het land noemt zich een islamitische republiek. De uit 1973 stammende grondwet, die van 1977 tot 1985 buiten werking werd gesteld na een staatsgreep door Mohammed Zia-ul-Haq, vormt de belangrijkste basis voor de Pakistaanse politiek. Er is een wetgevende vergadering bestaande uit een Nationale Assemblee (het parlement) van 342 leden en een Senaat van 100 leden. Staatshoofd is de gekozen president, die tevens opperbevelhebber van de strijdkrachten is en belangrijke politieke macht heeft. Regeringsleider is de premier.
Sinds 10 maart 2024 is Asif Ali Zardari de president van Pakistan. De huidige minister-president is Shehbaz Sharif, sinds 4 maart 2024.
In april 2010 nam het parlement een ingrijpende herziening van de grondwet aan, waarbij de bevoegdheden van de president sterk werden ingeperkt. Sindsdien kan het staatshoofd niet langer de premier en het parlement naar huis sturen en rechters ontslaan, praktijken waar diverse eerdere presidenten volop gebruik van hebben gemaakt. Het staatshoofd kreeg een voornamelijk ceremoniële functie. De grondwetsherziening werd gezien als een einde aan jaren van militaire macht in het land.

### Separatisme
In de provincie Beloetsjistan zijn er groeperingen die streven naar een grotere autonomie of onafhankelijkheid. Dit mede omdat er onvrede is over de verdeling van de opbrengsten van de in deze provincie aanwezige gasvoorraden en andere minerale rijkdommen. Deze groeperingen hanteren soms gewelddadige methodes. Beloetsjistan is ook een van de armste provincies van het land.
Ook in Waziristan en andere grensgebieden met Afghanistan bestaat separatisme. In sommige gebieden is dat streven dusdanig ver voortgezet dat de Pakistaanse overheid er geen enkele feitelijke zeggenschap heeft.

## Onderwijs
Pakistan kent leerplicht. Kinderen moeten van hun 5e tot hun 16e naar school. Vooral op het platteland zijn de onderwijsmogelijkheden echter beperkt en wordt vaak lesgegeven door daartoe niet opgeleide leerkrachten. Van de leerlingen die wel naar school gaan, verlaten er veel na hun 16e het schoolsysteem. Slechts 40 procent van de leerlingen gaat naar de bovenbouw van de secondary school.
6,5 miljoen kinderen gaan niet naar school (vooral meisjes).
Het onderwijs in Pakistan lijkt op het Britse systeem. De basisschool – of primary school – heeft een duur van 5 jaar. Daarna volgt de middle school met de groepen 6 tot en met 10.
Vervolgens kunnen de leerlingen naar het algemeen vormend onderwijs of naar het beroepsonderwijs.
Het algemeen vormend onderwijs bestaat uit een onderbouw (secondary school) en een bovenbouw (higher secondary school of intermediate school), die beide twee jaar duren. Het diploma is bij deze opleiding voorzien van een graad. Graad C of hoger is vergelijkbaar met een havodiploma, vanaf graad D is de opleiding vergelijkbaar met vmbo-t.
Het beroepsonderwijs kan direct na de middle school worden begonnen, maar ook na de secondary school. De opleiding wordt op drie niveaus aangeboden: aan een Vocational Institute (opleidingsduur 3 maanden tot 2 jaar, vergelijkbaar met vmbo), aan een Technical Training College (opleidingsduur 2 jaar, vergelijkbaar met vmbo) of aan een Polytechnics Institute (toelating na de secondary school, opleidingsduur 3 jaar, vergelijkbaar met mbo niveau 2 of 3). Het diploma van het Polytechnics Institute kan toegang opleveren tot het hoger onderwijs.
Het hoger onderwijs wordt verzorgd door universiteiten en Colleges of Technology (voor het hoger beroepsonderwijs).
Aan de universiteiten worden bacheloropleidingen op vier niveaus aangeboden. Het eerste niveau bacheloropleiding is vergelijkbaar, wat niveau betreft, met een vwo-diploma. Afhankelijk van de gevolgde bacheloropleiding kan nog een een- of tweejarige masteropleiding worden gevolgd. Vervolgens is promotie mogelijk (PhD). De toelating tot het hoger onderwijs is afhankelijk van de eisen van het instituut dat de opleiding verzorgt.
De Colleges of Technology bieden opleidingen aan van 2 jaar en zijn sterk praktijkgericht. Het niveau is vergelijkbaar met het tweede jaar hbo. Vervolgens kan een tweejarige opleiding gevolgd worden tot “bachelor of technology (honours)”.
Daarnaast is er nog een religieus onderwijssysteem dat geheel losstaat van het officiële systeem en wordt gegeven aan een madrassah. Dit onderwijs beslaat het gehele spectrum van basisonderwijs tot aan wetenschappelijk onderwijs.

## Internationale betrekkingen
De buitenlandse politiek van Pakistan is met name gericht op betrekkingen met China en de Verenigde Staten. Met buurland India is Pakistan sinds de onafhankelijkheid herhaaldelijk in een gewapend conflict geraakt. De buurlanden zijn de enige staten ter wereld die toegegeven hebben over kernwapens te beschikken zonder het Non-proliferatieverdrag te hebben getekend. Pakistan voerde de eerste test uit in mei 1998 en schattingen over het aantal kernkoppen lopen uiteen van 24 tot 52 stuks.
Met Afghanistan is de grens niet officieel in een verdrag vastgelegd. De betrekkingen met Iran worden mede bepaald door de Beloetsjen, een volk dat in beide landen woont en waaronder een onafhankelijkheidsbeweging actief is. Deze maakt soms gebruik van aanslagen en ander geweld.
Sinds Pakistan in strijd met het Non-proliferatieverdrag de beschikking heeft over kernwapens staan de Verenigde Staten argwanend tegenover de verdere ontwikkeling en productie door Pakistan van ballistische raketten, die zouden kunnen worden uitgerust met een nucleaire lading. De Verenigde Staten hebben sinds november 2021 reeds zesmaal sancties opgelegd aan een Pakistaans bedrijf en verschillende Chinese "entiteiten en één individu" wegens het leveren van apparatuur en technologie die die verdere ontwikkeling van ballistische raketten in Pakistan zouden dienen. Onder deze sancties kunnen de in de VS gevestigde activa van de genoemde personen worden bevroren, en het is Amerikaanse burgers of personen in de VS verboden zaken met hen te doen.